# Chōsen Ginkō
| Chōsen Ginkō             | Chōsen Ginkō    |
| ------------------------ | --------------- |
|                          |                 |
| Japanischer Name         |                 |
| Kanji                    | 朝鮮銀行        |
| Rōmaji nach Hepburn      | Chōsen Ginkō    |
| Übersetzung              | Bank von Chōsen |
| Koreanischer Name        |                 |
| Hangeul                  | 조선은행        |
| Hanja                    | 朝鮮銀行        |
| Revidierte Romanisierung | Joseon Eunhaeng |
| McCune-Reischauer        | Chosǒn Ŭnhaeng  |
| Übersetzung              | Bank von Joseon |

Die Chōsen Ginkō war zur Zeit der japanischen Herrschaft über Korea (1905/10-45) die Zentralbank der Halbinsel. Ihr Notenprivileg zur Ausgabe des Koreanischen Yen erstreckte sich nach 1913 auch auf die Pachtgebiete von Kwantung. Parallel dazu waren die normalen Yen-Scheine der Nippon Ginkō ebenfalls gültig.

## Gründung und Struktur
Im Kaiserreich Korea wurden nach der erzwungenen Öffnung und verstärkt nach dem Vertrag von Shimonoseki (1895) japanische Kaufleute schnell dominant. Ein funktionierendes Finanzwesen und standardisierte Währung bestanden in Korea noch nicht. Als erstes japanisches Institut verausgabte 1902 die 1878 eingerichtete Filiale der Dai-Ichi Kangyo Bank des Shibusawa Eiichi Banknoten. Ein Recht, das durch die Erste Japanisch-Koreanische Übereinkunft samt Währungsunion 1904 abgesichert wurde. Nachdem Korea 1910 unter dem Namen Chōsen als neue Provinz dem Japanischen Kaiserreich angegliedert wurde, beschloss der Generalgouverneur die Schaffung der Kankoku Ginkō (jap. 韓国銀行; kor. 한국은행, 韓國銀行, Hangug Eunhaeng; dt. Bank von Korea), deren Name bald in Chōsen Ginkō geändert wurde. Der gesamte Verwaltungsrat, ein Gouverneur und mindestens drei Direktoren, waren von der Regierung ernannt. Aus der Gruppe derjenigen Aktionäre, die mindestens fünfzig Aktien besaßen, wurden von der Hauptversammlung zwei Inspektoren in den Vorstand gewählt.
Die Existenz dieser Bank war in den Statuten auf 50 Jahre, gerechnet vom Gründungsdatum, bis zum 26. Juli 1959, befristet. Von den zunächst ausgegebenen 70000 Aktien waren 2000 für den kaiserlichen Haushalt und 400 für die Direktoren und Buchprüfer reserviert worden. Die restlichen 67.600 wurden am Markt platziert, das Angebot war 304fach überzeichnet. Im März 1911 erließ man ein Gesetz, das Art und Umfang des Geschäftsbetriebs festschrieb. Das Kapital wurde zugleich um 3 Millionen erhöht, die 3000 neuen Aktien blieben im Besitz der Regierung. Für das kaiserliche Schatzamt war man Hausbank.
Die Bank hatte für Chōsen eine ähnliche Funktion wie die Taiwan Ginkō für diese Insel, ihr Kapital lag jedoch fast vollkommen in privater Hand. Bezüglich der Finanzierung von Infrastrukturmaßnahmen, wie Eisenbahnbau – auch in der Mandschurei – arbeitete man mit der Yokohama Specie Bank und der halbstaatlichen Hypothekenbank Nippon Kangyō Ginkō zusammen. Die Bank war ein Instrument des Imperialismus als höchste Form des Kapitalismus. Zunächst war für die Ausgabe von Banknoten eine Obergrenze von 30 Mio. festgesetzt, dieser Betrag durfte mit Genehmigung des Generalgouverneurs überschritten werden, dann war aber eine 5%ige Steuer fällig.

## Geschäftsbetrieb

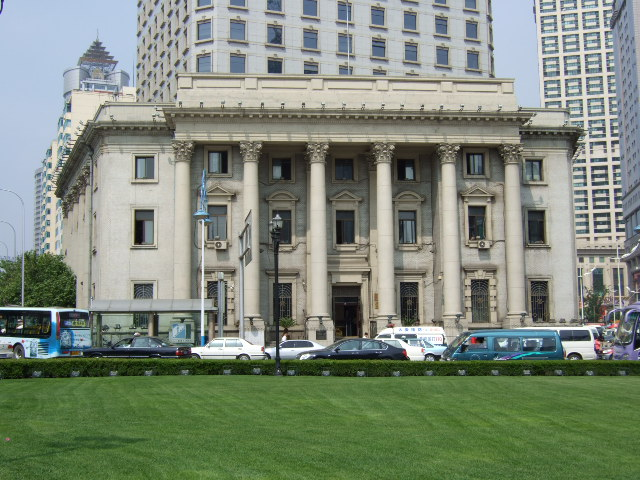
Ehemaliges Filialgebäude in Dalian (2008)

In Chōsen bestanden unmittelbar nach dem Ersten Weltkrieg 24 Niederlassungen. Neben der Zentralbankfunktion war auch als normale Geschäftsbank im Bereich kurzfristiger Handelsfinanzierungen und Börsengeschäften tätig. Das Kapital erhöhte man bis 1922 auf 80 Mio. ¥. Man schreckte in den 1920ern durchaus nicht davor zurück, Schmuggeloperationen in Nordchina zu finanzieren, um die Region weiter zu destabilisieren.
Man eröffnete Niederlassungen in allen wichtigeren chinesischen Handelshäfen, der Mandschurei, sowie in London und New York.
Die Tokioter Filiale wurde in der Nacht des 15. Januar 1932 Opfer eines Einbruches, bei dem 780.000 ¥ erbeutet wurden. Die Täter konnten einige Tage später gefasst werden.
Von den 1923 ausgegeben, schlecht abgesicherten Staatsanleihen hielt man etwa £2 Millionen, so dass man von der Shōwa-Finanzkrise ab April 1927 zwar betroffen war, jedoch nicht in die Pleite schlitterte. Nachdem die sowjetische Bankenaufsicht schon 1924 gedroht hatte, die Filiale in Wladiwostok zu schließen, kam es Ende 1930 dazu, nachdem der örtliche Direktor wegen Wechselkursmanipulationen zu Lasten des Rubels verhaftet wurde.
Man half bei der Gründung der National Bank of China (chinesisch 中華國家銀行), 1930 in Peking, zur Deckung der Bedürfnisse des japanfreundlichen Marschalls Yan Xishan. In den auf den Mukden-Zwischenfall (1931) folgenden Kämpfen wurde die Filiale in Harbin bombardiert. Für die 1933-5 unter japanische Kontrolle gekommenen chinesischen Provinzen, Chahar, Rehe und Hebei („Autonomer Militärrat von Ost-Hopei“) wurde die Chōsen Ginkō de facto zur Zentralbank (im sogenannten „Yen-Block“). Zum 30. September 1937 waren Banknoten für 204 Millionen Yen ausgegeben worden, gegenüber dem Vorjahr ein kriegsbedingter Anstieg von 49 Millionen Yen.
Zusammen mit der 1918 gegründeten Industrial Bank of Chōsen (Schwerpunkt Land- und Immobilieninvestitionen), kontrollierte man vor dem Krieg etwa die Hälfte des koreanischen Bankkapitals und der Einlagen, wobei ein Großteil derer von den großindustriellen Zaibatsu stammten.

### 1946 bis 1950
Nach der Unabhängigkeit von Japan übernahmen die US-Besatzer im Süden Koreas das Haus zunächst als Notenbank, die Währungsbezeichnung änderte man auf Won. Die am 12. Juni 1950 gegründete Bank von Korea übernahm das Institut.
Der japanische Betrieb war wie der der anderen halbstaatlichen Banken von der Liquidierungsanweisung des SCAP vom Oktober 1945 betroffen.

## Banknoten

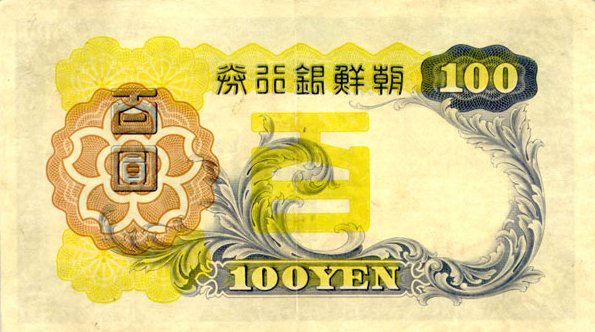
100 ¥, Serie 1938 (rev.)

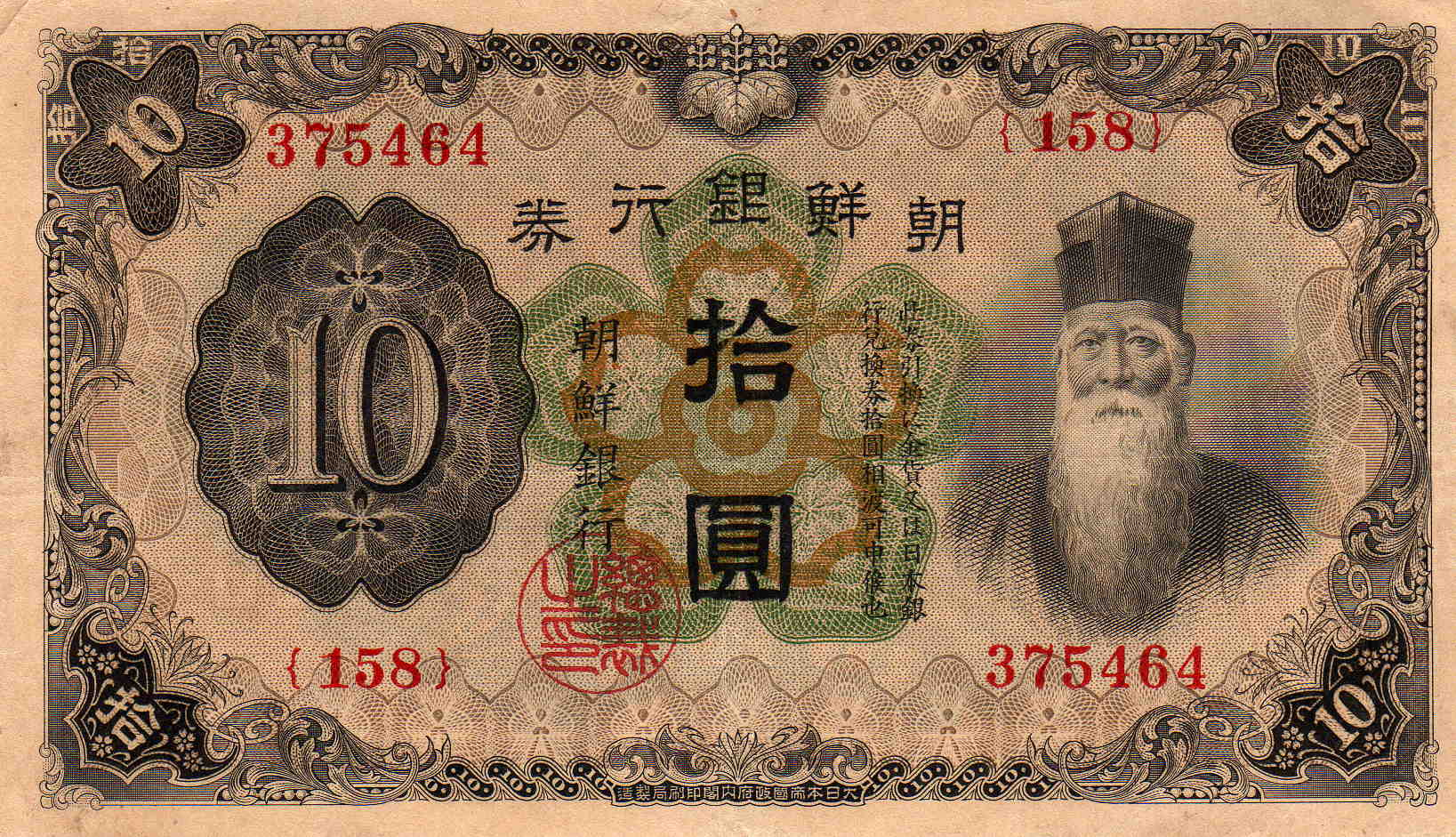
10 ¥, Serie 1944. Der „alte Mann“ auf der Vorderseite war ein Charakteristikum der Scheine der Chōsen Ginkō seit der zweiten Serie 1911. Auch die amerikanischen Besatzer behielten dieses Bild 1946-7 noch bei.

Erste Banknoten verausgabte man 1909 (1, 5, 10 ¥). Zwei Jahre später folgte eine 100-Yen-Note, die einen offensichtlich zufriedenen Kaufmann auf zwei Ballen Reis mit einem Geldsack über die Schulter zeigen. Die zweite in dem Jahr begebene Serie (1, 5, 10 ¥) zeigt bereits den „alten Mann.“ Ab dem Jahre 1913 waren die Banknoten auch gesetzliches Zahlungsmittel im Kwantung-Pachtgebiet. Bis zum Ersten Weltkrieg trugen die Scheine rückseitig den englischen Vermerk “… Yen in Gold or Nippon Ginko Note.” Die Kleingeldscheine zu 10, 20, 50 Sen (1919–1932) “payable in Japanese currency at any of its Manchurian offices,” danach verzichtete man bis auf die Währungsangabe auf westliche Schrift. Das Design der Serie 1944 wich wenig von seinen Vorgängern ab. 1945 erschien der erste 1000 ¥-Schein.
Von September 1945 bis Mai 1946 wurden viermal neue Geldscheine mit unterschiedlichem Wert herausgegeben, wobei die Paulownia, der Nationalbaum Japans, durch die Hibiskusblüte, ersetzt wurde. Diese Scheine wurden zum 3. November 1950 zur Einlösung aufgerufen.